# Thierry Rocher
Pour les articles homonymes, voir Rocher.
 (mars 2013).
Si vous disposez d'ouvrages ou d'articles de référence ou si vous connaissez des sites web de qualité traitant du thème abordé ici, merci de compléter l'article en donnant les références utiles à sa vérifiabilité et en les liant à la section « Notes et références ».
Thierry Rocher, né le 5 mai 1959 à Vichy (Allier) et mort le 2 février 2025 à Paris, est un dramaturge, comédien, chroniqueur et chansonnier français.

## Biographie

### Carrière
Thierry Rocher est originaire de Bellerive-sur-Allier dans le bassin vichyssois. 
Il a été éditeur d'œuvres littéraires et spécialiste de René Fallet.
En 2012, il a joué Le Candidat 2012 de Patrick Font avec Anthony Casanova. En 2022, il est l'auteur d’un ouvrage : La Mort passe.
Pensionnaire du théâtre des Deux Ânes à Paris, il y participait à l'émission La Revue de presse, diffusée sur Paris Première. Présenté comme « spécialiste en tout et surtout en n'importe quoi », il disserte d'un sujet d'actualité pseudo-sérieux, en présentant des tableaux sans queue ni tête sur un paper-board pour illustrer ses propos. Il achève ses exposés en citant un philosophe chinois fictif nommé Qi Shi Tsu. Avec le dessinateur Jepida, il réalise d'ailleurs un recueil de ses citations, Les pensées de Qi Shi Tsu, aux Éditions Nems & Philosophie.
Il meurt à l'âge de 65 ans le 2 février 2025 dans le 14e arrondissement de Paris, et est inhumé au cimetière de Bellerive-sur-Allier (Allier).

### Vie privée
Revenant fréquemment à Bellerive-sur-Allier où ses parents résident, il avait une résidence secondaire à Brugheas, dans le bassin vichyssois. 
Son fils Lucas Rocher est chanteur.

## Pièces de théâtre
- À boire et à manger
- Boissons en sus
- Je vous attendais
- Meurtre entre célibataires